# Pantoporia obiana
Pantoporia obiana är en fjärilsart som beskrevs av Swinhoe 1904. Pantoporia obiana ingår i släktet Pantoporia och familjen praktfjärilar. Inga underarter finns listade i Catalogue of Life.